# Луцик Степан
Степа́н Лу́цик (псевд.: Сівак; 10 жовтня 1906, Львів — 9 жовтня 1963, Сент-Пол, Міннесота, США) — український художник-маляр.

## Життєпис
1926—1930 — навчався в мистецькій школі Олекси Новаківського, а в 1931 році в Паризькій академії мистецтв (викладачі Фернан Леже, Амеде Озанфан).
Співзасновник мистецької групи «РУБ» (Львів, 1932), яка згуртувала молодих художників — учнів школи Новаківського. Ініціатор збірника «Карби».
Член пластового куреня «Лісові Чорти» від 1928 року; автор проекту прапора та відзнак «Лісових Чортів».
Член Спілки художників України з 1939.
1944 — емігрував до Німеччини (перебував у таборі в Регенсбурзі), 1950 — до США.